# Vua hề Sạc-lô
Vua hề Sạc Lô (tiếng Anh: Chaplin & Co) là một phim hoạt hình truyền hình Pháp và Ấn Độ với 104 tập và mỗi tập 7 phút, được sản xuất năm 2010 bởi Method Animation, DQ Entertainment và Mk2 và phát sóng lần đầu ở Pháp vào 31 tháng 12 năm 2011 trên France 3, tiếp theo trên Boomerang và La Trois. Phim kể về cuộc đời Charlie Chaplin và những người bạn của ông khi còn trẻ, phim định dạng computer-generated images (CGI).